# 银滩乡砖厂内东遗址
银滩乡砖厂内东遗址，位于中国青海省海晏县银滩乡银滩村，为青海省市县级文物保护单位，公布日期为1988年5月19日，类型为古遗址。
银滩乡砖厂内东遗址的历史年代为卡约文化。